# Laus Veneris: And Other Poems and Ballads
Laus Veneris: And Other Poems and Ballads – tomik wierszy angielskiego poety Algernona Charlesa Swinburne’a, opublikowany w Nowym Yorku w 1867 nakładem oficyny Carletona. Zbiorek jest opatrzony dedykacją dla malarza Edwarda Burne-Jonesa: To/my Friend/Edward Burne Jones/these poems/are affectionately and admiringly/dedicated. Tomik zawiera tytułowy poemat Laus Veneris i kilkadziesiąt innych utworów, tym poematy Anaktoria, Hermaphroditus i Dolores. Zawartość pokrywa się z tomem Poems and Ballads.